# Хатем, Абдулазиз
Абдулазиз Хатем Мохаммед Абдулла (араб. عبد العزيز حاتم محمد عبد الله‎; род. 28 октября 1990, Доха) — катарский футболист, играющий на позициях защитника и полузащитника в футбольном клубе «Эр-Райян» и национальной сборной Катара.

## Клубная карьера
Во взрослом футболе дебютировал в 2007 году за команду «Аль-Араби», в которой провёл восемь сезонов, приняв участие в 129 матчах чемпионата. В 2015 году перешёл в клуб «Аль-Гарафа», а с 2019 года выступает за «Эр-Райян».

## Карьера в сборной
Свой дебютный матч за сборную Катара по футболу Хатем провёл в декабре 2009 года в игре Катарского международного товарищеского турнира.
Хатем принял участие в отборочных матчах к Олимпиаде 2012 года. В стартовых двух играх третьего этапа азиатской квалификации он получил по одной жёлтой карточке и должен был отбыть одноматчевую дисквалификацию, однако вышел в следующем поединке против Омана. Матч закончился со счетом 1:1, но сборной Катара было присуждено техническое поражение 3:0 за участие в нём Хатема, вследствие чего команда не смогла пробиться в раунд плей-офф.
В 2015 году был включён в заявку катарской сборной на Кубок Азии, проходивший в Австралии. На турнире провёл два из трёх матчей своей команды, вылетевшей уже после группового этапа.
В декабре 2018 года был включён в заявку на Кубок Азии 2019. В матче четвертьфинала против Южной Кореи единственный его гол за сборную Катара вывел последних в полуфинал.

## Голы за сборную Катара
| № | Дата           | Стадион                                   | Соперник         | Кол-во голов | Результат | Соревнование                              |
| - | -------------- | ----------------------------------------- | ---------------- | ------------ | --------- | ----------------------------------------- |
| 1 | 24 марта 2018  | Басра Спортс Сити, Басра, Ирак            | Сирия            | 1            | 2:2       | Международный товарищеский чемпионат 2018 |
| 2 | 25 января 2019 | Мохаммед бин Зайед Стэдиум, Абу-Даби, ОАЭ | Республика Корея | 1            | 1:0       | Кубок Азии 2019                           |
| 3 | 1 февраля 2019 | Мохаммед бин Зайед Стэдиум, Абу-Даби, ОАЭ | Япония           | 1            | 3:1       | Кубок Азии 2019                           |